# USS Lenah H. Sutcliffe Higbee (DDG-123)
«Ліна Саткліф-Гіґбі» (англ. USS Lenah H. Sutcliffe Higbee (DDG-123)) — есмінець класу «Арлі Берк» ВМС США. Названий на честь американської медсестри канадського походження Ліни Гіґбі — першої жінки, нагородженої Військово-морським хрестом.

## Історія створення
Есмінець «Ліна Саткліф-Гіґбі»  був замовлений 3 червня 2013 року. Закладений 14 листопада 2017 року на верфі фірми Ingalls Shipbuilding. Спущений на воду 27 січня 2020 року. Церемонія хрещення відбулася 24 квітня 2021 року.